# Danuta Stachow
Danuta Krystyna Nowak-Stachow, później Wrońska (ur. 22 sierpnia 1934 w Gdyni, zm. 14 czerwca 2019) – polska gimnastyczka, olimpijka z Melbourne 1956 i Rzymu 1960.
Czołowa polska gimnastyczka drugiej połowy lat 50. XX wieku. Wielokrotna mistrzyni Polski w:
- wieloboju indywidualnym w latach 1957–1958
- ćwiczeniach wolnych w roku 1957
- skoku przez konia w roku 1957
- ćwiczeniach na równoważni w roku 1955 i 1958
- ćwiczeniach na poręczach w latach 1957–1959

Uczestniczka mistrzostw świata w 1958 roku podczas których zajęła 8. miejsce w wieloboju drużynowym.
Dwukrotna uczestniczka mistrzostw Europy w roku 1957, gdzie zajęła 8. miejsce w wieloboju indywidualnym i w roku 1959, gdzie zajęła 7. miejsce w ćwiczeniach wolnych.
Dwukrotna uczestniczka igrzysk olimpijskich w:
- Melbourne 1956 gdzie zajęła:
  - 3. miejsce w ćwiczeniach drużynowych z przyrządem – zdobywając brązowy medal ex aequo z ZSRR
  - 4. miejsce w wieloboju drużynowym
  - 10. miejsce w ćwiczeniach na poręczach
  - 25. miejsce w wieloboju indywidualnie
  - 33. miejsce w ćwiczeniach na równoważni
  - 42. miejsce w ćwiczeniach wolnych
  - 42. miejsce w skoku przez konia
- Rzymie 1960 gdzie zajęła:
  - 5. miejsce w wieloboju drużynowym
  - 12. miejsce w ćwiczeniach wolnych
  - 17. miejsce w wieloboju indywidualnie
  - 29. miejsce w skoku przez konia
  - 32. miejsce w ćwiczeniach na równoważni
  - 33. miejsce w ćwiczeniach na poręczach

Pochowana została na cmentarzu Rakowickim w Krakowie.